# Один на один
Один на один (англ. For Which He Stands) — американський бойовик 1996 року.

## Сюжет
Власник нічного клубу у Лас-Вегасі, Джонні Рочетті, захищаючи себе і відвідувачів, убиває колумбійського наркоторговця. Суд виправдовує його, але у того хлопця є брат, який хоче помститися. І тепер Джонні повинен захистити свою сім'ю.

## У ролях
| Актор                | Роль              |
| -------------------- | ----------------- |
| Вільям Форсайт       | Джонні Рочетті    |
| Марія Кончіта Алонсо | Тереза Рочетті    |
| Роберт Даві          | Карліто Ескалара  |
| Ерні Гадсон          | агент Бакстер     |
| Джон Ештон           | окружний прокурор |
| Роберт Костанцо      | Іззі              |
| Роберт Міранда       | адвокат Джонні    |
| Ед Лотер             | голова комісії    |
| Ентоні Джон Денісон  | Вінні Гросо       |
| Ед МакМахон          | губернатор        |
| Хосе Суньіга         | Хосе              |
| Лу Касаль            | Слік              |
| Беррі Лівайн         | Боунс             |
| Анна Марі Берард     | Дженні Рочетті    |
| Джилліан Берард      | молода Дженні     |
| Джоан Свіні          | детектив Кунц     |
| Ендрю Дівофф         | Пауло             |
| Кліфф Осмонд         | Хав'єр Чавес      |
| Кайлі Тревіс         | п'яна дівчина     |
| Нік Паулос           | молодий Джонні    |